# Grupo Jaime Câmara
O Grupo Jaime Câmara, anteriormente Organização Jaime Câmara, é um conglomerado de mídia brasileiro sediado em Goiânia, GO, que foi criado pelo empresário Jaime Câmara em 1937. É o maior grupo de comunicação no estado de Goiás, pelo fato de, ser responsável pelas maiores mídias jornalísticas e impressas, como o caso da TV Anhanguera, afiliada da Rede Globo e do jornal O Popular. Sua atuação se estende também ao estado do Tocantins, detendo ao todo 25 veículos (11 emissoras de televisão, 6 emissoras de rádio, 3 jornais, 1 revista e 4 websites).

## História
Foi fundada pelos sócios Jaime Câmara e Henrique Pinto Vieira, no ano de 1937, na cidade de Goiás. Logo no ano de 1937, a sede foi mudada para a nova capital, Goiânia, onde Jaime Câmara torna-se prefeito em 1959.
Em 1938, o grupo realiza o lançamento do novo jornal impresso da capital, O Popular, que vende em média mais de 17 mil exemplares, de acordo com Associação Nacional dos Jornais.
Em 1963, foi lançada ao ar, a TV Anhanguera, na capital de Goiânia e no ano de 1969 a TV Anhanguera filiou-se a Rede Globo.

### Tentativa de aquisição pela Rede Matogrossense de Comunicação
Em fevereiro de 2018, surgiram informações de que o Grupo Jaime Câmara estaria vendendo todos os seus ativos para a Rede Matogrossense de Comunicação, baseada em Cuiabá, Mato Grosso. Uma vez concretizada a venda, o grupo — que já tinha atuação nos estados do Mato Grosso e Mato Grosso do Sul — passaria a controlar veículos de comunicação em toda a região Centro-Oeste e o estado do Tocantins, com a propriedade somada de 18 emissoras de televisão, 12 emissoras de rádio e 4 mídias impressas. O grupo também se tornaria o maior afiliado da Rede Globo na área de televisão, uma vez que suas 18 emissoras superariam em quantidade a Rede Amazônica (13 emissoras), além de deter a atuação exclusiva no Centro-Oeste, com a exceção do Distrito Federal.
As negociações duraram até o fim do ano, com o valor da compra estimado entre R$ 250 milhões e R$ 380 milhões, e o grupo chegou a ser anunciado como oficialmente vendido em 9 de novembro. Porém, antes do controle das empresas passar as mãos da RMC em 1.º de janeiro de 2019, o CEO do Grupo Jaime Câmara, Breno Machado, anunciou em 12 de novembro que os proprietários haviam desistido da venda por não haverem garantias de que todas as empresas adquiridas teriam continuidade, sobretudo as mídias impressas.

### Migração AM-FM
O grupo possuía duas emissoras em ondas médias, a Rádio Araguaia em Araguaína e a Rádio Daqui em Goiânia, ambas solicitaram a migração pro FM em 2014. A Rádio Araguaia virou a CBN Tocantins Araguaína em 2017, já em Goiânia, a Rádio Daqui que operava em AM 1230 migrou para FM 101.7 em setembro de 2022, virando a Moov FM, uma emissora de formato jovem com aspecto popular.

## Ativos

### Internet
- G1 Goiás e Tocantins
- O Popular

### Mídia impressa
- Jornal do Tocantins
- Jornal Daqui
- Ludovica
- O Popular

### Rádio
- Araguaia FM (Araguaína)
- Araguaia FM (Gurupi)
- CBN Goiânia
- CBN Tocantins
- CBN Tocantins Araguaína
- Executiva FM
- Moov FM (Goiânia)

### Televisão
- Rede Anhanguera
  - TV Anhanguera Goiânia
  - TV Anhanguera Anápolis
  - TV Anhanguera Catalão
  - TV Anhanguera Itumbiara
  - TV Anhanguera Jataí
  - TV Anhanguera Luziânia
  - TV Anhanguera Porangatu
  - TV Anhanguera Rio Verde
  - TV Anhanguera Palmas
  - TV Anhanguera Araguaína
  - TV Anhanguera Gurupi

### Antigos ativos
- Executiva FM Brasília (vendida para o Grupo Norte de Comunicação)
- Jornal de Brasília (vendido para o Grupo EQM)

## Prêmio
- 2019: 11 profissionais do grupo foram indicados para receber o 4.º Prêmio Ministério Público de Jornalismo e ao 1.º Prêmio ADPETO de Jornalismo[12]

## Controvérsias
No ano de 2016, a sede do grupo foi alvo de manifestações do Movimento dos Trabalhadores Rurais Sem Terra, de acordo com a invasão, o grupo estava protestando contra a Rede Globo, e os protestos foram realizadas nas sedes regionais da emissora, cuja sede do Grupo Jaime Câmara tem a divisão da TV Anhanguera.
A TV Anhanguera, foi a primeira sede regional da Rede Globo a ser ocupada pelos manifestantes, que foram escoltados pela Polícia Militar. Parlamentares, como o Senador Ronaldo Caiado do DEM repudiaram o ato de protesto, em plenário citou “Estamos assistindo a esse crime sendo cometido por pessoas que se julgam acima da lei e que respondem ao apelo do chefe maior. Atacam a imprensa livre e afrontam a democracia."